# Ana Zingoni
Ana Zingoni é uma cantora e guitarrista de MPB.

## Discografia
- Voo silencioso